# Mtwara

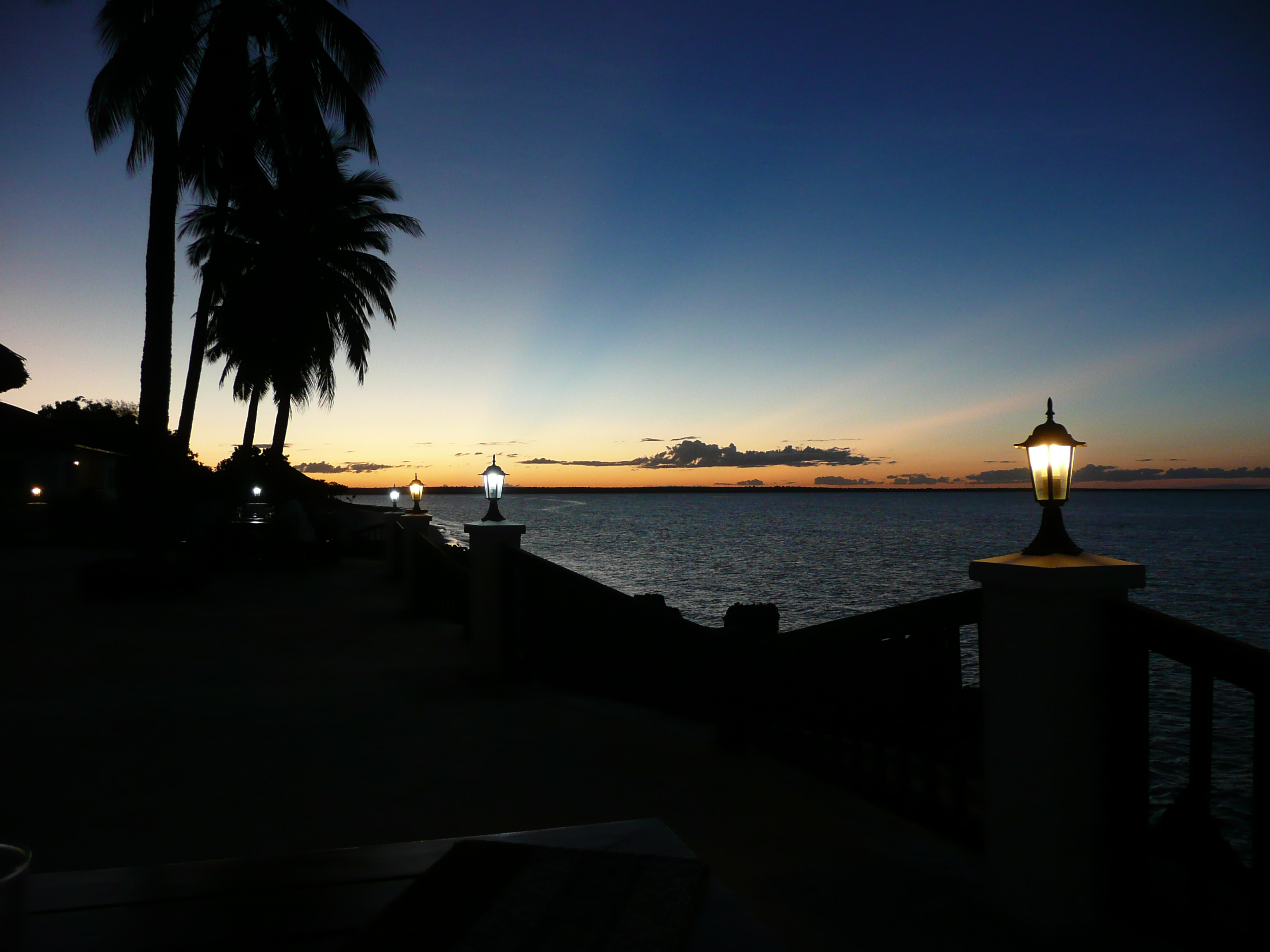
Nattlig vy över Indiska oceanen från Mtwara.

Mtwara är en stad i södra Tanzania och är den administrativa huvudorten för regionen med samma namn. Den är landets sydligaste kuststad vid Indiska oceanen och ligger endast några mil från gränsen till Moçambique. 

## Stad och distrikt
Mtwara är ett av regionens fem distrikt, Mtwara stad (engelska Mtwara Urban, swahili Mtwara Mjini, alternativt Mtwara Mji eller Mtwara Mikindani) och har en beräknad folkmängd av 118 285 invånare 2009 på en yta av 195,27 km². Distriktet är indelat i tretton administrativa enheter som kallas shehia. 
Mtwaras sammanhängande, urbaniserade område hade 79 277 invånare vid folkräkningen 2002, och omfattar tio hela shehia samt delar av distriktets resterande tre. Detta motsvarade då 86,02 % av distriktets befolkning.